# JAPAN as waterscapes
『JAPAN as waterscapes』（ジャパン アズ ウォータースケイプス）は、河合奈保子の14作目のオリジナル・アルバム。1987年6月24日に日本コロムビアより発売された。LPの規格品番はAF-7429、CDは33CA-1673。

## 概要
帯コピーは、″初めてなのに、懐しい歌がある。″
四季がある国、水に囲まれた国、美しい自然の風景といった ″日本の美″ をテーマとしたコンセプト・アルバム。サブタイトル「as waterscapes」は ″水景″ を表す。曲は日本各地の美しい風景の中の女性をイメージして制作された。
プロデュースは前作『Scarlet』と同様に作詞家の売野雅勇。全曲の作曲とサウンド・プロデュースは河合奈保子自身が手掛け、編曲は全て瀬尾一三が担当している。『Scarlet』に ″MY SONG ONE″ と副題が付けられていた流れを汲んで、本作のタイトルには ″MY SONG II″ と付けられている。アートワークは市川右近(現3代目市川右團次)と原神一が手掛けている。ライナーノートに掲載された歌詞は、和のイメージを強調するため全て縦書きになっている。
B-3「十六夜物語」は、本作の発売から1か月後にバージョンを変えてシングルカットされた。
オリジナル・アルバムボックス『NAOKO PREMIUM』DISC-14およびタワーレコード限定でリリースされたSACDハイブリッド盤には、リミックス・アルバム『Timeless〜Naoko special mix〜』に収録された「水の四季」と「黒髪にアマリリス」のExtended Re-Mixが追加収録されている。

## 収録曲

### LP / CT
| 全作詞: 吉元由美、全作曲: 河合奈保子、全編曲: 瀬尾一三。 |                        |          |            |      |
| #                                                        | タイトル               | 作詞     | 作曲・編曲 | 時間 |
| 1.                                                       | 「水の四季」           | 吉元由美 | 河合奈保子 | 4:48 |
| 2.                                                       | 「桜の闇に振り向けば」 | 吉元由美 | 河合奈保子 | 4:00 |
| 3.                                                       | 「夏の左岸、冬の右岸」 | 吉元由美 | 河合奈保子 | 3:45 |
| 4.                                                       | 「海の中の星座」       | 吉元由美 | 河合奈保子 | 4:51 |
| 5.                                                       | 「終夜の蛍」           | 吉元由美 | 河合奈保子 | 4:40 |

| 全作詞: 吉元由美、全作曲: 河合奈保子、全編曲: 瀬尾一三。 |                        |          |            |      |
| #                                                        | タイトル               | 作詞     | 作曲・編曲 | 時間 |
| 1.                                                       | 「砂の舟、草の舟」     | 吉元由美 | 河合奈保子 | 4:03 |
| 2.                                                       | 「黒髪にアマリリス」   | 吉元由美 | 河合奈保子 | 3:49 |
| 3.                                                       | 「十六夜物語」         | 吉元由美 | 河合奈保子 | 4:57 |
| 4.                                                       | 「霧の降る夕闇」       | 吉元由美 | 河合奈保子 | 4:35 |
| 5.                                                       | 「晩夏に人を愛すると」 | 吉元由美 | 河合奈保子 | 4:02 |

### CD
| 全作詞: 吉元由美、全作曲: 河合奈保子、全編曲: 瀬尾一三。 |                              |          |            |      |
| #                                                        | タイトル                     | 作詞     | 作曲・編曲 | 時間 |
| 1.                                                       | 「水の四季」                 | 吉元由美 | 河合奈保子 | 4:48 |
| 2.                                                       | 「桜の闇に振り向けば」       | 吉元由美 | 河合奈保子 | 4:00 |
| 3.                                                       | 「夏の左岸、冬の右岸」       | 吉元由美 | 河合奈保子 | 3:45 |
| 4.                                                       | 「海の中の星座」             | 吉元由美 | 河合奈保子 | 4:51 |
| 5.                                                       | 「終夜の蛍」                 | 吉元由美 | 河合奈保子 | 4:40 |
| 6.                                                       | 「水無月の少女たちに」(inst) | 吉元由美 | 河合奈保子 | 3:04 |
| 7.                                                       | 「砂の舟、草の舟」           | 吉元由美 | 河合奈保子 | 4:03 |
| 8.                                                       | 「黒髪にアマリリス」         | 吉元由美 | 河合奈保子 | 3:49 |
| 9.                                                       | 「十六夜物語」               | 吉元由美 | 河合奈保子 | 4:57 |
| 10.                                                      | 「霧の降る夕闇」             | 吉元由美 | 河合奈保子 | 4:35 |
| 11.                                                      | 「晩夏に人を愛すると」       | 吉元由美 | 河合奈保子 | 4:02 |
| 12.                                                      | 「水辺の風景」(inst)         | 吉元由美 | 河合奈保子 | 3:11 |

| #         | タイトル                              | 作詞  | 作曲・編曲 | 時間 |
| --------- | ------------------------------------- | ----- | ---------- | ---- |
| 13.       | 「水の四季」(Extended Re-Mix)         |       |            | 6:05 |
| 14.       | 「黒髪にアマリリス」(Extended Re-Mix) |       |            | 5:20 |
| 合計時間: | 合計時間:                             | 61:14 |            |      |

## 参考資料
- オリコン『ALBUM CHART-BOOK COMPLETE EDITION 1970-2005』オリコン・マーケティング・プロモーション、2006年4月。ISBN 978-4-87131-077-2。
- 『NAOKO PREMIUM』（ボックスセット〔解説:土屋信太郎〕）河合奈保子、日本コロムビア、2007年12月19日。COCP-34705。
- 『NAOKO PREMIUM Disc14・JAPAN as waterscapes』（ライナーノーツ）河合奈保子、日本コロムビア、2007年12月19日。COCP-34718。